# Nicolaus Scharffenberg

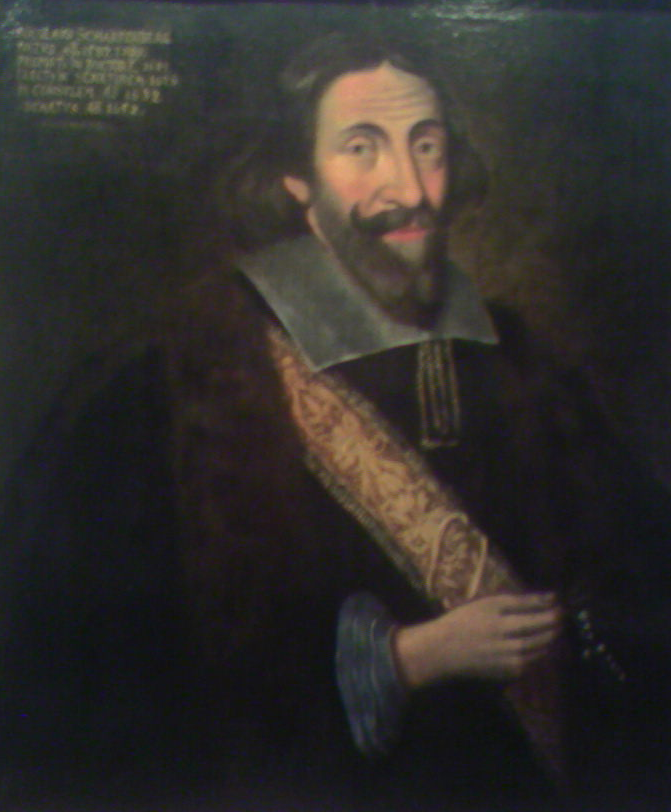
Nicolaus Scharffenberg

Nicolaus Scharffenberg (* 4. November 1588 in Rostock; † 30. November 1651 ebenda) war ein deutscher Professor der Rechte und Bürgermeister von Rostock.

## Leben
Nicolaus Scharffenberg war ein Sohn des Rostocker Ratsherrn Bernhard Scharffenberg (1544–1619) und dessen Frau Agneta, geb. Beselin (1563–1624). Er studierte ab 1604 Jurisprudenz an der Universität Rostock, in Jena (1609/1610–1612) und in Leipzig. Bildungsreisen führten ihn nach Süddeutschland und in die Schweiz, nach Frankreich, England und Holland. 1614 unterzog er sich an der Rostocker Juristischen Fakultät dem Examen, der Disputation und der Promotion zum Doktor iur. Am 2. Februar 1615 heiratete er Anna Guhl (1599–1638) aus Rostock. Ab 1617 war rätlicher außerordentlicher Professor der Rechte. Dieses Amt hatte er bis 1626 inne. Während seiner Professur war er zugleich akademischer Assessor beim Hof- und Landgericht.
Scharffenberg wurde 1626 Ratsherr in Rostock, wechselte jedoch 1627 nach Nykøbing Falster als Berater der Königin Sophie von Dänemark. Nach deren Tod zurück in Rostock, erfolgte 1631 seine Wahl zum Bürgermeister. Da seine Amtszeit in den Dreißigjährigen Krieg fiel, war er zudem als Diplomat gefragt. So wurde er bereits 1631 als Gesandter zum kaiserlichen General Johann T’Serclaes von Tilly geschickt und 1632 nach Nürnberg zu König Gustav II. Adolf von Schweden. Später war er mehrfach in gleicher Mission bei König Christian IV. und 1648 bei Friedrich III. von Dänemark. Das Bürgermeisteramt hatte er bis zu seinem Tod am 30. November 1651 inne. Er wurde am 8. Dezember in der Marienkirche bestattet.
Scharffenberg war ab 1640 in zweiter Ehe verheiratet mit Angela Zollner aus Lübeck. Seine Tochter Sophie (1630–1691) heiratete 1650 Johann Quistorp den Jüngeren. Seine Schwester Ursula (1585–1614) war seit 1605 verheiratet mit Thomas Lindemann dem Älteren.